# 소비물
소비물(消費物)이란 물건의 성질상 그 용도에 따라서 1회 사용하면 다시 동일한 용도로 사용할 수 없는 물건이다. 식료품, 석유, 석탄, 돈 등이 이에 속한다. 생활에서는 소모품이라는 말로 통용된다.

## 비소비물
소비물은 용법(用法)에 따라 1회 사용하면 두번 다시 동일한 사용을 할 수 없게 되는 물건을 말하는(예；金錢·飮食物 등) 반면 비소비물은 그 용법에 따라 몇 번이고 반복하여 사용할 수 있는 물건을 말한다(예；土地·建物·機械 등). 이 구별의 실익은 주로 소비대차(598조)·사용대차(609조)·임대차(618조)에서 발생한다.